# Copa Sony Ericsson Colsanitas 2011
Copa Sony Ericsson Colsanitas 2011 — тенісний турнір, що проходив на кортах з ґрунтовим покриттям. Це був 14-й за ліком Copa Colsanitas Santander. Належав до турнірів International в рамках Туру WTA 2011. Відбувся в Club Campestre El Rancho в Боготі (Колумбія). Тривав з 14 до 20 лютого 2011 року.

## Фінальна частина

### Одиночний розряд
Лурдес Домінгес Ліно —  Матільд Жоанссон, 2–6, 6–3, 6–2
- Для Ліно це був 1-й титул за рік і 2-й - за кар'єру. Це була її друга перемога на цьому турнірі (перша була 2006 року).

### Парний розряд
Едіна Галловіц-Халл /  Анабель Медіна Гаррігес —  Шерон Фічмен /  Лаура Поус-Тіо, 2–6, 7–6(8–6), [11–9]

## Учасниці

### Сіяні пари
| Країна    | Гравчиня                | Рейтинг1 | Сіяна |
| --------- | ----------------------- | -------- | ----- |
| Німеччина | Юлія Гергес             | 34       | 1     |
| Словенія  | Полона Герцог           | 47       | 2     |
| Румунія   | Сімона Халеп            | 63       | 3     |
| Іспанія   | Аранча Парра Сантонха   | 65       | 4     |
| Іспанія   | Карла Суарес Наварро    | 66       | 5     |
| Румунія   | Едіна Галловіц-Халл     | 76       | 6     |
| Іспанія   | Лурдес Домінгес Ліно    | 77       | 7     |
| Іспанія   | Анабель Медіна Гаррігес | 81       | 8     |

- 1 Рейтинг подано станом на 7 лютого 2011.

### Інші учасниці
Нижче наведено учасниць, які отримали вайлд-кард на участь в основній сітці:
- Каталіна Кастаньйо
- Летісія Костас Moreira
- Сільвія Солер-Еспіноса

Нижче наведено гравчинь, які пробились в основну сітку через стадію кваліфікації:
- Б'янка Ботто
- Корінна Дентоні
- Шерон Фічмен
- Беатріс Гарсія-Відагані